# 545-й пушечный артиллерийский полк
545-й пушечный артиллерийский полк, 545-й корпусной артиллерийский полк — воинская часть Вооружённых Сил СССР в Великой Отечественной войне.

## История
Сформирован в 1939 году в Свердловске. Был вооружён 24 122-мм гаубицами М-30 и 24 152-мм гаубицами-пушками МЛ-20.
В действующей армии во время Великой Отечественной войны с 26 июня 1941 по 28 мая 1944 года.
На 22 июня 1941 года входил в состав 51-го стрелкового корпуса 22-й армии Западного фронта .
В июне 1941 года передислоцирован из Свердловска на запад. С началом войны на базе 4-го дивизиона полка был развёрнут 336-й корпусной артиллерийский полк. В начале июля 1941 года занял позиции в Себежском укреплённом районе, в районе западнее Невеля. Перед 51-м стрелковым корпусом стояла задача оборонять полосу с Себежским УР по линии Мигели, Теплюки, река Сарьянка, река Западная Двина до Кушлики, не допуская обхода противником Себежского УРа с севера и прорыва в направлении Клястицы. Один дивизион был передан в состав 16-го стрелкового корпуса, который с 8 июля 1941 года отражает удар противника вдоль дороги Зилупе — Себеж.
C 9 по 13 июля 1941 года ведёт бои близ Полоцка, затем полк попал под авиаудар противника, материальная часть была почти уничтожена. Часть орудий и тягачей удалось сохранить, но оказалось, что в вагонах с боеприпасами к 122-мм и 152-мм орудиям находились снаряды к 76-мм пушкам. Командованием было принято решение оставшиеся орудия и тягачи уничтожить, а личный состав направить в пехоту. С наступлением войск противника . На 18 июля 1941 года полку в составе корпуса было приказано осуществить отход и занять новые позиции у озёр Ушо и Боровно. Там оставшиеся два дивизиона полка попали в окружение, ведут бои в окружении и затем выходят рассредоточенными группами 22-24 июля 1941 года на участке Невель — Пустошка в направлении Великих Лук. Восстанавливается в составе Западного фронта. До 1943 года действует юго-западнее и западнее Ржева
С марта 1943 года наступает по направлению Сычёвка — Духовщина, так 14 сентября 1943 года поддерживает войска 2-го гвардейского стрелкового корпуса и 84-го стрелкового корпуса в их наступлении на Духовщину из района Титово — Клепики. К осени 1943 года вышел на подступы к Витебску. В течение осени 1943 — зимы 1944 поддерживает советские войска в почти безуспешных боях под Витебском, так в октябре 1943 года действует совместно со 124-й стрелковой бригадой.
В мае 1944 года обращён на формирование 139-й пушечной артиллерийской бригады.

## Подчинение
| Дата            | Фронт (округ)           | Армия      | Корпус                 | Дивизия | Бригада |
| --------------- | ----------------------- | ---------- | ---------------------- | ------- | ------- |
| 22.06.1941 года | Резерв Ставки ГК        | 22-я армия | 51-й стрелковый корпус | -       | -       |
| 01.07.1941 года | Резерв Ставки ГК        | 22-я армия | 51-й стрелковый корпус | -       | -       |
| 10.07.1941 года | Западный фронт          |            | -                      | -       | -       |
| 01.08.1941 года | Западный фронт          | -          | -                      | -       | -       |
| 01.09.1941 года | Западный фронт          | 22-я армия | 51-й стрелковый корпус | -       | -       |
| 01.10.1941 года | Западный фронт          | 22-я армия | -                      | -       | -       |
| 01.11.1941 года | Калининский фронт       | 22-я армия | -                      | -       | -       |
| 01.12.1941 года | Калининский фронт       | 22-я армия | -                      | -       | -       |
| 01.01.1942 года | Калининский фронт       | 22-я армия | -                      | -       | -       |
| 01.02.1942 года | Калининский фронт       | 22-я армия | -                      | -       | -       |
| 01.03.1942 года | Калининский фронт       | 30-я армия | -                      | -       | -       |
| 01.04.1942 года | Калининский фронт       | 30-я армия | -                      | -       | -       |
| 01.05.1942 года | Калининский фронт       | 30-я армия | -                      | -       | -       |
| 01.06.1942 года | Калининский фронт       | 30-я армия | -                      | -       | -       |
| 01.07.1942 года | Калининский фронт       | 30-я армия | -                      | -       | -       |
| 01.08.1942 года | Калининский фронт       | 30-я армия | -                      | -       | -       |
| 01.09.1942 года | Калининский фронт       | 30-я армия | -                      | -       | -       |
| 01.10.1942 года | Калининский фронт       | -          | -                      | -       | -       |
| 01.11.1942 года | Калининский фронт       | 22-я армия | -                      | -       | -       |
| 01.12.1942 года | Калининский фронт       | 39-я армия | -                      | -       | -       |
| 01.01.1943 года | Калининский фронт       | 39-я армия | -                      | -       | -       |
| 01.02.1943 года | Калининский фронт       | 39-я армия | -                      | -       | -       |
| 01.03.1943 года | Калининский фронт       | 39-я армия | -                      | -       | -       |
| 01.04.1943 года | Калининский фронт       | 39-я армия | -                      | -       | -       |
| 01.05.1943 года | Калининский фронт       | 39-я армия | -                      | -       | -       |
| 01.06.1943 года | Калининский фронт       | 39-я армия | -                      | -       | -       |
| 01.07.1943 года | Калининский фронт       | 39-я армия | -                      | -       | -       |
| 01.08.1943 года | Калининский фронт       | 39-я армия | -                      | -       | -       |
| 01.09.1943 года | Калининский фронт       | 39-я армия | -                      | -       | -       |
| 01.10.1943 года | Калининский фронт       | 39-я армия | -                      | -       | -       |
| 01.11.1943 года | 1-й Прибалтийский фронт | 39-я армия | -                      | -       | -       |
| 01.12.1943 года | 1-й Прибалтийский фронт | 39-я армия | -                      | -       | -       |
| 01.01.1944 года | 1-й Прибалтийский фронт | 39-я армия | -                      | -       | -       |
| 01.02.1944 года | Западный фронт          | 39-я армия | -                      | -       | -       |
| 01.03.1944 года | Западный фронт          | 39-я армия | -                      | -       | -       |
| 01.04.1944 года | Западный фронт          | 39-я армия | -                      | -       | -       |
| 01.05.1944 года | 3-й Белорусский фронт   | 39-я армия | -                      | -       | -       |

## Командиры
- Долгих П. И., полковник